# Consulat des Pays-Bas en Guinée
Le Consulat des Pays-Bas en Guinée est la principale représentation diplomatique des Pays-Bas en république de Guinée.

## Liste des ambassadeurs
| N° | Nom et prénoms           | Début | Fin      |
| -- | ------------------------ | ----- | -------- |
| 01 | Crmen Brigitta Hagenaars | 2024  | En cours |